# زین‌الدین کتبغا
ملک عادل زین‌الدین کتبغا (به عربی: السلطان الملك العادل زين الدين كتبغا بن عبد الله المنصوري) (زاده: پیرامون ۱۲۴۲م - درگذشته: ۱۳۰۲م در حماة) دهمین سلطان فرمانروایی ممالیک مصر بود که از ۱۲۹۴م تا ۱۲۹۶م پادشاهی این سلسله را بر عهده داشت. او از نژاد مغول بود.

## پیش از سلطنت
کتبغا (کیت‌بوقا) یکی از سربازان مغول در لشکر ایلخانان ایران بود که در دسامبر ۱۲۶۰م در میانه جنگ نخست حمص به اسارت ممالیک درآمد. بنابراین قلاوون الفی او را خرید و در زمره ممالیک خویش قرار داد؛ سپس هنگامی که به سلطنت رسید، او را آزاد نموده و جزو امیران قرار داد. پس از درگذشت سلطان قلاوون، جانشین او (سلطان اشرف خلیل) او را دستگیر و مدتی زندانی نمود، اما سپس او را مورد بخشش قرار داد. پس از کشته شدن سلطان اشرف خلیل، هنگامی که برادر کوچک‌تر او (ناصرالدین محمد بن قلاوون) جانشین او شد، با توجه به کم بودن سن او که نه‌ساله بود، کتبغا نایب‌السلطنه گردید و به‌همراه امیر سنجر شجاعی که وزیر محمد بن قلاوون بود، فرمانروای اصلی مصر به‌شمار می‌رفت.